# Olli Rehn

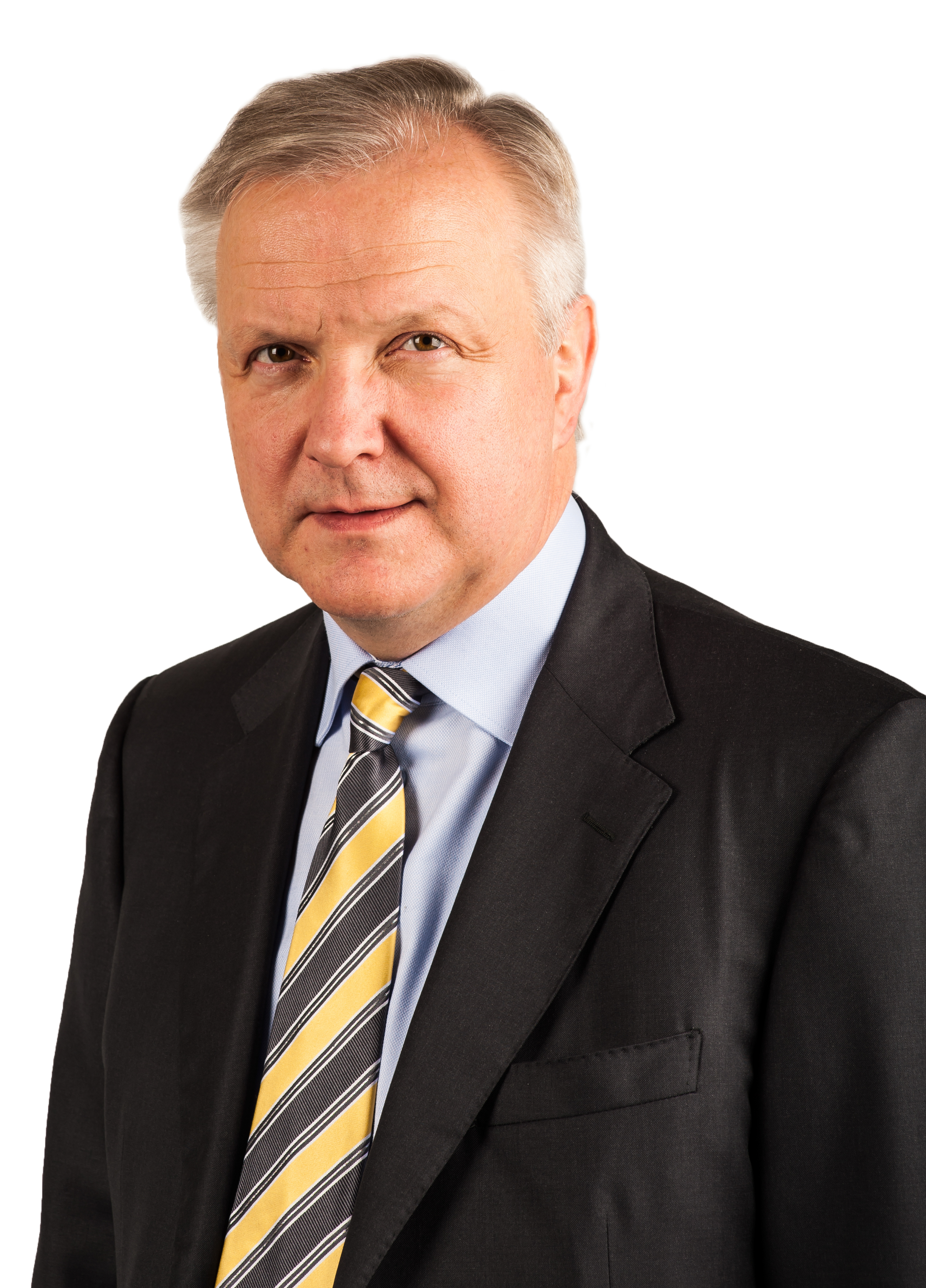
Olli Rehn (2014)

Olli Rehn [ˈɔlːi ˈrɛːn]  (* 31. März 1962 in Mikkeli) ist ein finnischer Politiker (Zentrumspartei) und seit Juli 2018 Generaldirektor der finnischen Zentralbank. Von 29. Mai 2015 bis 29. Dezember 2016 war er Wirtschaftsminister im Kabinett Sipilä. Von 2004 bis 2014 war er Mitglied der Europäischen Kommission und 2014/15 Mitglied des Europäischen Parlaments.

## Akademische Karriere
Rehn studierte ab 1982 Volkswirtschaftslehre, Internationale Beziehungen und Journalismus, zunächst am Macalester College in St. Paul, Minnesota, USA, dann an der Universität Helsinki, wo er 1989 mit einem Master in Politikwissenschaften abschloss. 1996 legte er eine Promotion zum Dr. phil. an der Universität Oxford, Fachbereich Internationale politische Ökonomie vor, seine Doktorarbeit trägt den Titel Corporatism and Industrial Competitiveness in Small European States.
Von 2002 bis 2003 war er Professor am Fachbereich Politikwissenschaft und Forschungsdirektor des Zentrums für Europastudien der Universität Helsinki.

## Politik
Olli Rehn war von 1987 bis 1989 Vorsitzender der Jugendorganisation der Zentrumspartei, ab 1988 außerdem stellvertretender Landesvorsitzender des Zentrums und Mitglied im Stadtrat von Helsinki. Beide Ämter hatte er bis 1994 inne. Bereits im Alter von 30 Jahren war Rehn als wirtschaftspolitischer Berater des finnischen Ministerpräsidenten tätig. Von 1991 bis 1995 war er Abgeordneter im finnischen Parlament. Währenddessen leitete er die finnische Delegation beim Europarat. Danach wurde er für ein Jahr Mitglied des Europaparlamentes.
Rehn war von 1998 bis 2002 Kabinettschef des EU-Kommissars Erkki Liikanen. 2004 war er für wenige Monate EU-Kommissar für Unternehmen und Informationsgesellschaft unter Romano Prodi und von November 2004 bis Februar 2010 EU-Erweiterungskommissar in der Kommission von José Manuel Barroso. Anschließend übernahm er bis Juni 2014 das Ressort Wirtschaft und Währung.

### Eurokrise
Als EU-Kommissar für Wirtschaft und Währung kam Olli Rehn eine Schlüsselrolle bei der Bekämpfung der Finanz- und Eurokrise in Europa zu. In seinen Aufgabenbereich fiel die Überprüfung der nationalen Haushalte und die Einhaltung der Stabilitätskriterien des Maastricht-Vertrages.
Die Regeln des Stabilitätspaktes wurden 2010 auf bestreben Rehns massiv verschärft, nachdem 2005 auf Druck Deutschlands und Frankreichs diese Regel, welche bei der Gründung der Währungsunion für Stabilität sorgen sollten, außer Kraft gesetzt wurden. Da diese Regeln bis 2010 nicht befolgt werden mussten, konnten sowohl Italien als auch Griechenland ihre Staatsausgaben und Verschuldung deutlich ausbauen. Die von Rehn eingeführten härteren Regeln lassen den Mitgliedsstaaten nur noch sehr geringen Spielraum, um die Vorgaben zu erfüllen, Notfalls können diese auch unter Aufsicht der EU-Kommission gestellt werden.
Anfang 2012 wurde, nachdem Rehn dem Haushaltsentwurf der Regierung in Budapest nicht zugestimmt hat, von der EU-Kommission beschlossen, Ungarn als ersten Mitgliedsstaat als „Defizitsünder“ zu bestrafen; es wurden 495 Millionen Euro aus dem EU-Kohäsionsfonds vorläufig auf Eis gelegt. Diesen Schritt hat EU-Kommissar Rehn in Erwägung gezogen, da die ungarische Regierung, nicht wie mit der Kommission vereinbart, das Haushaltsdefizit für 2012 unter die 3-Prozent-Marke gedrückt hat.
Im April 2013 wurde die slowenische Regierung von Rehn angemahnt die EU-Vorgaben für Reformen und das Haushaltsdefizit einzuhalten; daraufhin hat die Regierung ein umfangreiches Paket beschlossen, das sich, wie von Währungskommissar Rehn empfohlen, vor allem aus Kürzungen der Staatsausgaben, tiefgreifenden Reformen, Privatisierungen und der Umstrukturierung des Bankensektors zusammensetzt. Aus aktueller Sicht (Stand Mai 2014) gilt das Reformpaket in Slowenien als das erfolgreichste des gesamten Euroraums seit Beginn der Finanzkrise, da es keine starke Rezession gab und die Arbeitslosenquote sowie Schuldenquote nicht in dem Maße wie in anderen Euroländer gestiegen ist.
Nachdem Rehn im April 2014 Frankreich eine erneute Verlängerung des Defizitziels verweigert hat, hat die französische Regierung ein Sparpaket im Volumen von 50 Milliarden Euro auf den Weg gebracht.

### Europawahlkampf 2014
Olli Rehn kandidierte für die Europäischen Liberalen, welchen seine finnische Zentrumspartei angehört, für das Europaparlament. Für den Zeitraum des Wahlkampfes wurde er von der EU-Kommission von seiner Arbeit als EU-Kommissar freigestellt. In dieser Zeit erhielt er kein Gehalt oder sonstige Bezüge und wurde von dem aus Estland stammenden EU-Verkehrskommissar Siim Kallas vertreten. Am 1. Juli 2014 nahm er seinen Platz im neu gewählten Europaparlament ein und wurde am 1. Juli 2014 zu einem der 14 Vizepräsidenten gewählt.

### Rückkehr nach Finnland 2015
Nach der finnischen Parlamentswahl vom 19. April 2015 bildete sich eine Koalition aus Zentrum, Sammlungspartei und den Wahren Finnen unter Ministerpräsident Juha Sipilä. Er berief Rehn am 29. Mai 2015 zum finnischen Wirtschaftsminister, worauf Rehn aus dem Europaparlament ausschied. Diesen Posten hatte er bis Ende Dezember 2016 inne.

## Suomen Pankki
Seit Juli 2018 ist er Generaldirektor der Finnischen Zentralbank, der Suomen Pankki. In dieser Funktion hat er einen Sitz im Rat der Europäischen Zentralbank. Für seine Kandidatur im Präsidentschaftswahlkampf wurde er von September 2023 bis Januar 2024 beurlaubt.

## Privatleben
Rehn spielt seit seiner Kindheit Fußball, bei Mikkelin Palloilijat war er zwischen 1979 und 1983 in der ersten Mannschaft. 1996/97 war er Präsident der finnischen Fußballliga.
Rehn spricht Finnisch, Englisch, Französisch und Schwedisch und versteht Deutsch.